# Zeeraket
De zeeraket (Cakile maritima) is een plant uit de kruisbloemenfamilie (Brassicaceae). De soort komt voor in de duinen en op het strand in West-Europa van Noord-Scandinavië en het Middellandse Zeegebied tot in Madeira en Zuid-Iran.
De plant heeft dikke, vlezige bladeren en wordt 10-60 cm hoog. De onderste en het middelste blad zijn vaak diep ingesneden. Zeeraket bloeit in Nederland van juni tot oktober met 1 cm grote, paarse of witte bloemen.
De kurkachtige, harde vruchten bestaan uit twee delen en zijn 1-2 cm lang. Bij sommige vruchtjes valt het grootste bovenste stuk het eerst af, waardoor het deel met het zaad niet meer kan drijven en dus vlak bij de plant op de grond valt. Andere vruchtjes vallen in hun geheel af, waardoor deze blijven drijven en zo door het water verder verspreid worden.